# Andrés Quintana Roo

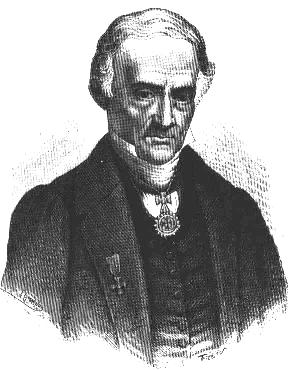
Andrés Quintana Roo

Andrés Quintana Roo (Mérida, 30 november 1787 - Mexico-Stad, 15 april 1851) was een Mexicaans politicus, onafhankelijkheidsstrijder, schrijver en dichter.
Nadat de onafhankelijkheidsstrijd was begonnen, begon hij patriottische gedichten te publiceren. Hij werd voortdurend opgejaagd door de Spaanse autoriteiten, maar slaagde er toch in het blad "Ilustrador Americano" te publiceren. Hij was aanwezig bij het eerste Mexicaanse congres van Chilpancingo in 1813 en ondertekende daar als vicepresident de eerste formele Mexicaanse onafhankelijkheidsverklaring. Na de dood van José María Morelos moest hij weer voortdurend de Spaanse autoriteiten ontlopen.
Na de onafhankelijkheid werd hij door Agustín de Iturbide benoemd tot hoofd van de hoogste rechtbank. In 1823 startte hij de krant El Federalista Mexicano, welke een van de belangrijkste opinieleiders werd. Hij bekleedde verschillende politieke functies en werd in 1838 minister van binnenlandse zaken.
De staat Quintana Roo is naar hem genoemd.
- Biblioteca Nacional de España: XX886801
- Gemeinsame Normdatei: 131369601
- International Standard Name Identifier: 0000 0000 6141 6430
- Library of Congress Control Number: n88026726
- Nationale Bibliotheek van Israël: 987007461836005171
- SNAC: w61v7f2p
- Système universitaire de documentation: 180697641
- Virtual International Authority File: 33129094
- WorldCat: E39PBJyxmbMRDMmmvfTTgCjwG3